# Zahari Point
Der Zahari Point (englisch; bulgarisch нос Захари nos Sachari) ist eine Landspitze an der Südwestküste von Robert Island im Archipel der Südlichen Shetlandinseln. Sie liegt 6,8 km südöstlich des Negra Point, 1,8 km ostsüdöstlich des Beron Point und 2 km nordwestlich des Edwards Point. Die Landspitze bildet die Nordwestseite der Einfahrt zur Micalvi Cove.
Britische Wissenschaftler kartierten sie 1968. Die bulgarische Kommission für Antarktische Geographische Namen benannte sie 2006 nach dem bulgarischen Schriftsteller und Historiker Sachari Stojanow (1850–1889).